# Niedersachsenstein

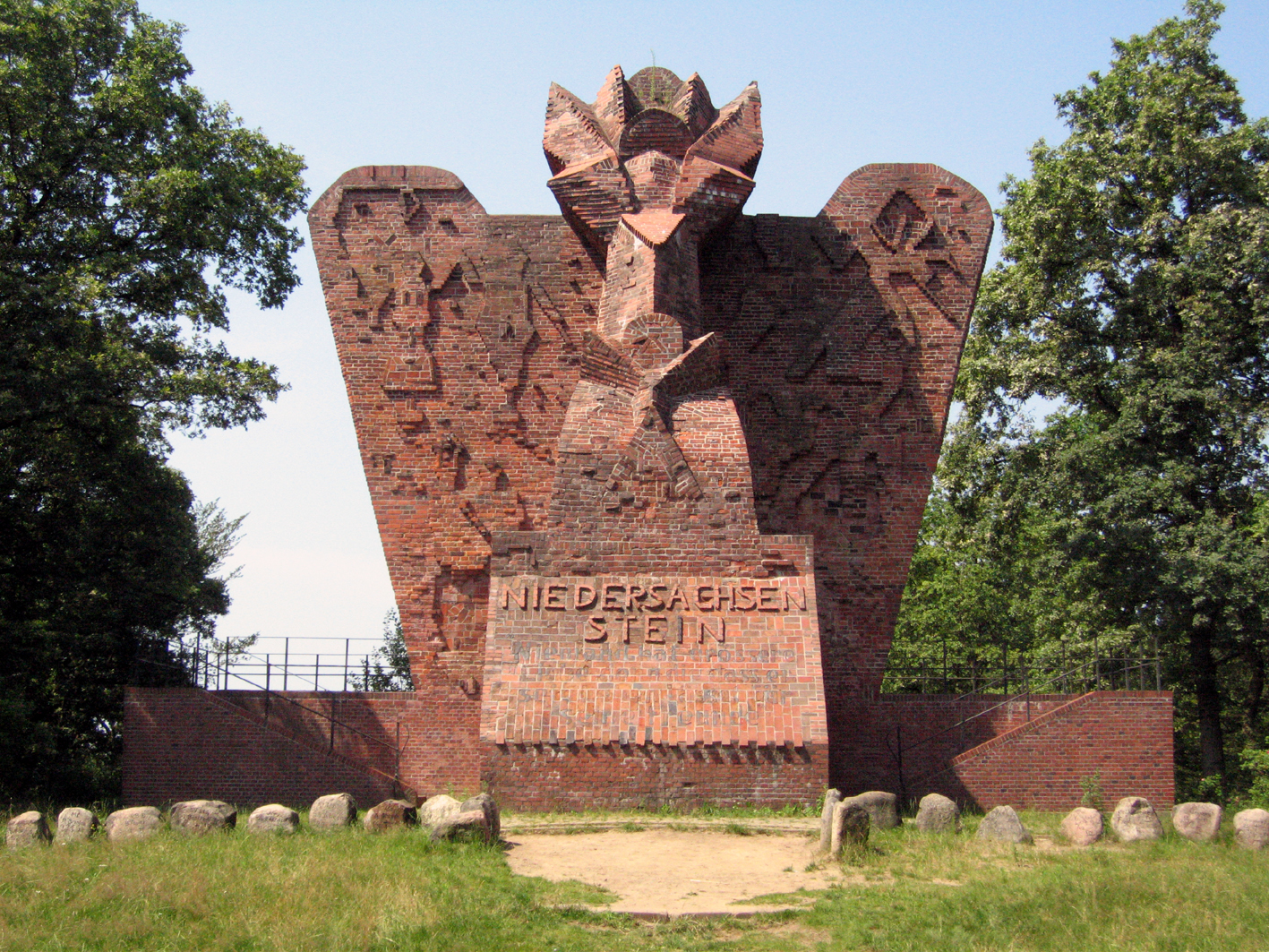
Niedersachsenstein (2007)

Der Niedersachsenstein am Weyerberg in der niedersächsischen Gemeinde Worpswede wurde im ersten Drittel des 20. Jahrhunderts gebaut.
Das Bauwerk steht unter Denkmalschutz (siehe auch Liste der Baudenkmale in Worpswede).

## Geschichte und Beschreibung
Worpswede im Teufelsmoor wurde 1218 erstmals als Besitz des Klosters Osterholz erwähnt. 1889 entstand die Künstlerkolonie Worpswede mit prominenten Mitgliedern wie Otto Modersohn (1865–1943) und Paula Modersohn-Becker (1876–1907).
1914 zog der Architekt Bernhard Hoetger nach Worpswede, verbrachte hier mehrere Jahre und prägte die Architektur des Ortes. Eines der ersten Objekte, das er hier 1914 in Angriff nahm, war das monumentale Denkmal auf dem Weyerberg, das zunächst als Siegerdenkmal für den Ersten Weltkrieg konzipiert war.

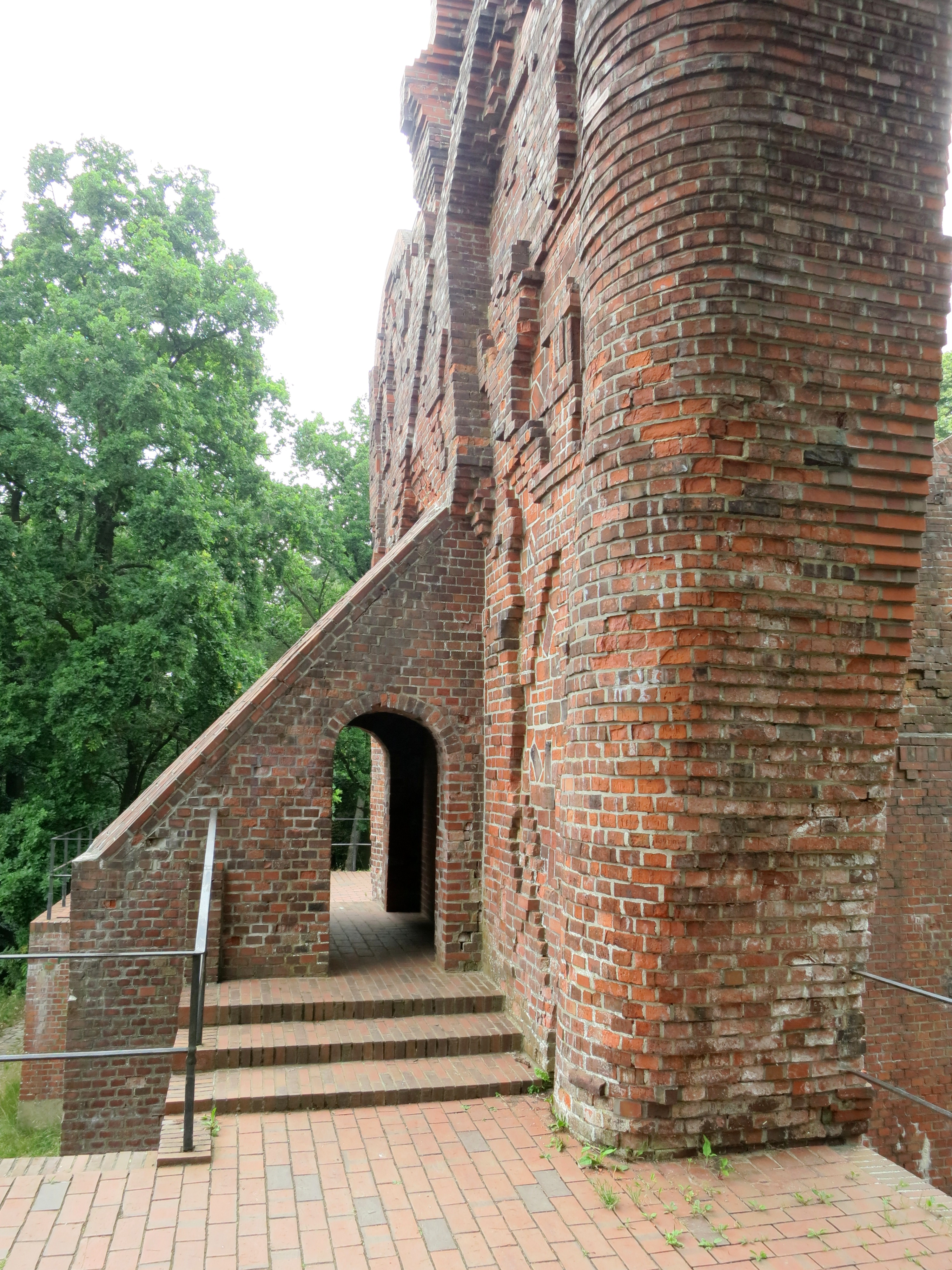
Niedersachsenstein: Rückansicht

Das 18 Meter hohe Monument aus Ziegelsteinen in stilisierter Form eines Adlers wurde dann 1921/22 als Ehrenmal für die Gefallenen aus der Region des Ersten Weltkriegs durch Hoetger im Stil des Backsteinexpressionismus errichtet. Am Fuß befinden sich über 170 Findlinge mit den Namen der Gefallenen.
Als einzige expressionistische Großplastik Deutschlands ist sie von besonderer kunsthistorischer Bedeutung. Errichtet in einer Zeit großer Armut war sie seinerzeit umstritten, und heute wegen der ursprünglich zugedachten Funktion als Kriegsdenkmal. Im Sockel befinden sich drei Räume. Sie wurden in der Nachkriegszeit von einer Flüchtlingsfamilie bewohnt. Die Deutsche Stiftung Denkmalschutz kündigte 2024 an: „Restaurierung der Ziegelsteinflächen steht an“.
Das Landesdenkmalamt befand u. a.: „… bedeutender Teil des Gesamtwerks des überregional bekannten Künstlers Hoetger …“
Hoetger entwarf in Worpswede das Landhaus Brunnenhof (1914), den Niedersachsenstein (1922), die Töpferei (1921), die Kunsthütte (1921), Haus Hoetger (1922), das Kaffee Worpswede (1925), das Logierhaus (1926) und die Große Kunstschau Worpswede (1927).